# Spermacoce lancea
Spermacoce lancea är en måreväxtart som först beskrevs av William Philip Hiern, och fick sitt nu gällande namn av Rafaël Herman Anna Govaerts. Spermacoce lancea ingår i släktet Spermacoce och familjen måreväxter. Inga underarter finns listade i Catalogue of Life.